# Roemenië op de Olympische Winterspelen 1984
Tijdens de Olympische Winterspelen van 1984, die in Sarajevo (Joegoslavië) werden gehouden, nam Roemenië voor de twaalfde keer deel.

## Deelnemers en resultaten

### Alpineskiën
| Olympiër      | Discipline       | Resultaat | Prestatie                        |
| ------------- | ---------------- | --------- | -------------------------------- |
| Zolt Balazs   | reuzenslalom (m) | 41e       | 3.02,41 (+21,23) 1.31,00+1.31,41 |
| Zolt Balazs   | slalom (m)       | dq-2      | diskwalificatie run 2            |
| Mihai Bîră    | reuzenslalom (m) | 45e       | 3.06,49 (+25,31) 1.32,04+1.34,45 |
| Mihai Bîră    | slalom (m)       | dnf-1     | opgave run 1                     |
|               |                  |           |                                  |
| Liliana Ichim | reuzenslalom (v) | 35e       | 2.32,08 (+11,10) 1.14,17+1.17,91 |
| Liliana Ichim | slalom (v)       | dnf-1     | opgave run 1                     |

### Biatlon
| Olympiër                                                      | Discipline             | Resultaat | Prestatie                                                                                      |
| ------------------------------------------------------------- | ---------------------- | --------- | ---------------------------------------------------------------------------------------------- |
| Gheorghe Berdar                                               | 10 km (m)              | 41e       | 35.20,2 (+4.26,4) pen.: 3 (1 / 2)                                                              |
| Francisc Forika                                               | 10 km (m)              | 48e       | 35.59,8 (+5.06,0) pen.: 4 (3 / 1)                                                              |
| Imre Lestyan                                                  | 10 km (m)              | 52e       | 36.42,8 (+5.49,0) pen.: 3 (1 / 2)                                                              |
| Imre Lestyan                                                  | 20 km (m)              | 43e       | 1:25.26,6 (+13.33,9) pen.: 6 (2 / 1 / 1 / 2)                                                   |
| Mihai Rădulescu                                               | 20 km (m)              | 49e       | 1:27.18,1 (+15.25,4) pen.: 8 (0 / 2 / 4 / 2)                                                   |
| Vladimir Todașcă                                              | 20 km (m)              | 50e       | 1:28.00,9 (+16.08,2) pen.: 8 (1 / 2 / 2 / 3)                                                   |
| Vladimir Todașcă Mihai Rădulescu Imre Lestyan Gheorghe Berdar | 4x7,5 km estafette (m) | 13e       | 1:47.44,80 (+8.53,1) pen.: 2-6 (0-0 / 0-1 / 0-1 / 2-4) (26.35,8 / 26.33,5 / 26.42,1 / 27.53,4) |

### Bobsleeën
| Olympiër                                                     | Discipline                | Resultaat | Prestatie                                       |
| ------------------------------------------------------------ | ------------------------- | --------- | ----------------------------------------------- |
| Dorin Degan Cornel Popescu                                   | 2-mansbob (m) Roemenië I  | 23e       | 3.34,06 (+8,50) (53,90 / 53,57 / 53,18 / 53,41) |
| Ion Duminicel Costel Petrariu                                | 2-mansbob (m) Roemenië II | 18e       | 3.32,36 (+6,80) (53,18 / 53,26 / 52,63 / 53,29) |
| Dorin Degan Cornel Popescu Gheorghe Lixandru Costel Petrariu | 4-mansbob (m) Roemenië I  | 7e        | 3.23,76 (+3,54) (50,58 / 50,88 / 51,06 / 51,24) |

### Langlaufen
| Olympiër   | Discipline | Resultaat | Prestatie         |
| ---------- | ---------- | --------- | ----------------- |
| Livia Reit | 5 km (v)   | 32e       | 18.51,6 (+1.47,6) |
| Livia Reit | 10 km (v)  | 42e       | 36.20,9 (+4.36,7) |

### Rodelen
| Olympiër                        | Discipline | Resultaat | Prestatie                                             |
| ------------------------------- | ---------- | --------- | ----------------------------------------------------- |
| Ioan Apostol                    | mannen     | dnf       | opgave                                                |
| Gabriela Haja                   | vrouwen    | 14e       | 2.51,440 (+4,870) (42,710 / 43,553 / 42,668 / 42,509) |
| Ioan Apostol Laurențiu Bălănoiu | dubbel     | 11e       | 1.25,660 (+2,040) (42,918 / 42,742)                   |

### Schaatsen
| Olympiër        | Discipline   | Resultaat | Prestatie         |
| --------------- | ------------ | --------- | ----------------- |
| Dezideriu Jenei | 500 m (m)    | 25e       | 39,72 (+1,53)     |
| Dezideriu Jenei | 1000 m (m)   | 34e       | 1.21,14 (+5,34)   |
| Tibor Kopacz    | 1500 m (m)   | 22e       | 2.02,38 (+4,02)   |
| Tibor Kopacz    | 5000 m (m)   | 19e       | 7.32,69 (+20,41)  |
| Tibor Kopacz    | 10.000 m (m) | 24e       | 15.23,95 (+44,05) |

Andorra · Argentinië · Australië · België · Bolivia · Bondsrepubliek Duitsland · Britse Maagdeneilanden · Bulgarije · Canada · Chili · China · Chinees Taipei · Costa Rica · Cyprus · Duitse Democratische Republiek · Egypte · Finland · Frankrijk · Griekenland · Groot-Brittannië · Hongarije · IJsland · Italië · Japan · Joegoslavië · Libanon · Liechtenstein · Marokko · Mexico · Monaco · Mongolië · Nederland · Nieuw-Zeeland · Noord-Korea · Noorwegen · Oostenrijk · Polen · Puerto Rico · Roemenië · San Marino · Senegal · Sovjet-Unie · Spanje · Tsjecho-Slowakije · Turkije · Verenigde Staten · Zuid-Korea · Zweden · Zwitserland